# Сосновый Бор (Караидельский район)
Сосновый Бор (баш. Сосновый Бор) — деревня в Караидельском районе Республики Башкортостан Российской Федерации. Входит в состав Магинского сельсовета.
С 1944 по 1999 год имел статус посёлка городского типа под названием Караидельский и возглавлял Караидельский поселковый Совет.

## География
Стоит на реке Бердяшка.

### Географическое положение
Расстояние до:
- районного центра (Караидель): 14 км,
- центра сельсовета (Магинск): 18 км,
- ближайшей ж/д станции (Щучье Озеро): 124 км.

## История
До 1999 года имел статус посёлка городского типа и название Караидельский. По другим данным, смена статуса прошло в ноябре 2002 года. Из Постановление Курултая Республики Башкортостан от 20 ноября 2002 года № ГС-813:
«Одобрить предложение Караидельского районного Совета Республики Башкортостан об отнесении рабочего поселка Караидельский к категории сельского населенного пункта. Установить тип поселения деревня. Переименовать расположенную в Караидельском районе Республики Башкортостан деревню Караидельский в деревню Сосновый Бор».

## Население
| 2002 | 2009 | 2010 |
| ---- | ---- | ---- |
| 203  | ↘164 | ↘152 |

Национальный состав
Согласно переписи 2002 года, преобладающие национальности — русские (45 %), башкиры (33 %).

## Инфраструктура
Личное подсобное хозяйство с зоной сельскохозяйственного использования, индивидуальная застройка усадебного типа.
ФАП.

## Транспорт
Деревня доступна автотранспортом. 